# 宋城集团
宋城集团是总部位于杭州市的一家打造大型文化旅游综合体的企业集团，主营业务包括文化演艺、主题公园、文化产业投资、旅游电子商务、景观房产、主题酒店、娱乐商业、文化旅游衍生产品等领域，公司总资产320亿元。

## 简介
1994年4月，杭州宋城置业有限公司正式成立，黄巧灵任董事长兼总经理。
2021年4月29日，上海宋城在上海浦东滨江开业。此前宋城演艺已在杭州、三亚、丽江、张家界、桂林、西安等地開出演艺公园。

## 下属公司
集团拥有30多家企业，主要公司有：
- 杭州宋城演艺发展股份有限公司（简称宋城演艺，股票代码：300144），中国文化演艺第一股，连续两届获得“中国文化企业30强”称号，目前宋城演艺已建成和在建有杭州（杭州宋城、杭州乐园）、上海（上海宋城）、西安（西安千古情景区，大型歌舞《西安千古情》）、三亚(大型歌舞《三亚千古情》)、丽江（大型歌舞《丽江千古情》）、九寨（大型歌舞《九寨千古情》）、桂林（大型歌舞《桂林千古情》）、张家界（大型歌舞《张家界千古情》）、佛山、西塘等数十大演艺公园和千古情景区、上百台千古情及演艺秀；[4]
- 杭州世界休闲博览园有限公司
- 杭州宋城景观房地产有限公司
- 杭州第一世界大酒店有限公司
- 七弦股权投资管理有限公司
- 杭州独木桥网络科技有限公司